# Индустриализация

Влияние индустриализации на доходы населения с 1500 г. На графике показан валовой внутренний продукт индустриальных стран в сопоставимых ценах на душу населения, выраженный в международных долларах

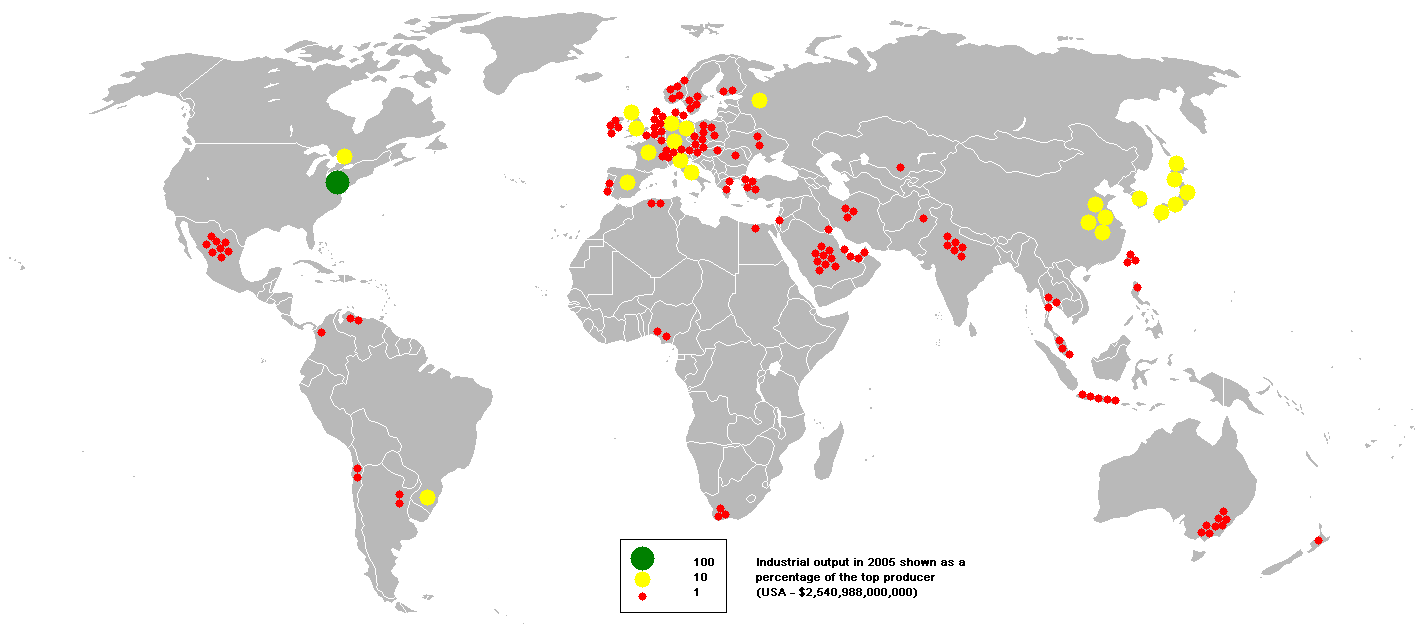
Глобальное распределение промышленного производства в 2005 г. (в процентах к максимальному уровню (в США))

Индустриализа́ция (от лат. Industria) — процесс ускоренного социально-экономического перехода от традиционного этапа развития к индустриальному, с преобладанием промышленного производства в экономике. Этот процесс связан с развитием новых технологий, особенно в таких отраслях, как энергетика и металлургия. В ходе индустриализации общество также претерпевает некоторые изменения, меняется его мировосприятие. Позитивное отношение к труду в сочетании со стремлением как можно быстрее использовать новые технологии и научные открытия также дают вклад в ускоренный рост производства и доходов населения. В результате образуется всё более широкий, в конечном счете, мировой рынок продукции и услуг всех видов, что, в свою очередь, стимулирует инвестиции и дальнейший экономический рост.
Индустриализация — создание крупной, технически развитой промышленности, значительное увеличение доли промышленности в экономике.
Сроки и темпы индустриализации в разных странах могут быть неодинаковыми. Первой страной, где произошла промышленная революция, стала Великобритания (в середине XIX века). Франция стала индустриальной в начале 20-х годов XX века. В Российской империи индустриализация началась с конца XIX — до начала XX вв. К концу XX века одним из наиболее экономически успешных регионов стала Восточная Азия, в особенности Гонконг.
В СССР осуществление индустриализации в 1930-е годы подразумевало ликвидацию отсталости экономики страны по сравнению с развитыми странами за сравнительно короткий временной период за счёт значительного напряжения материальных и людских ресурсов с преобладанием отраслей тяжёлой промышленности.

## Описание

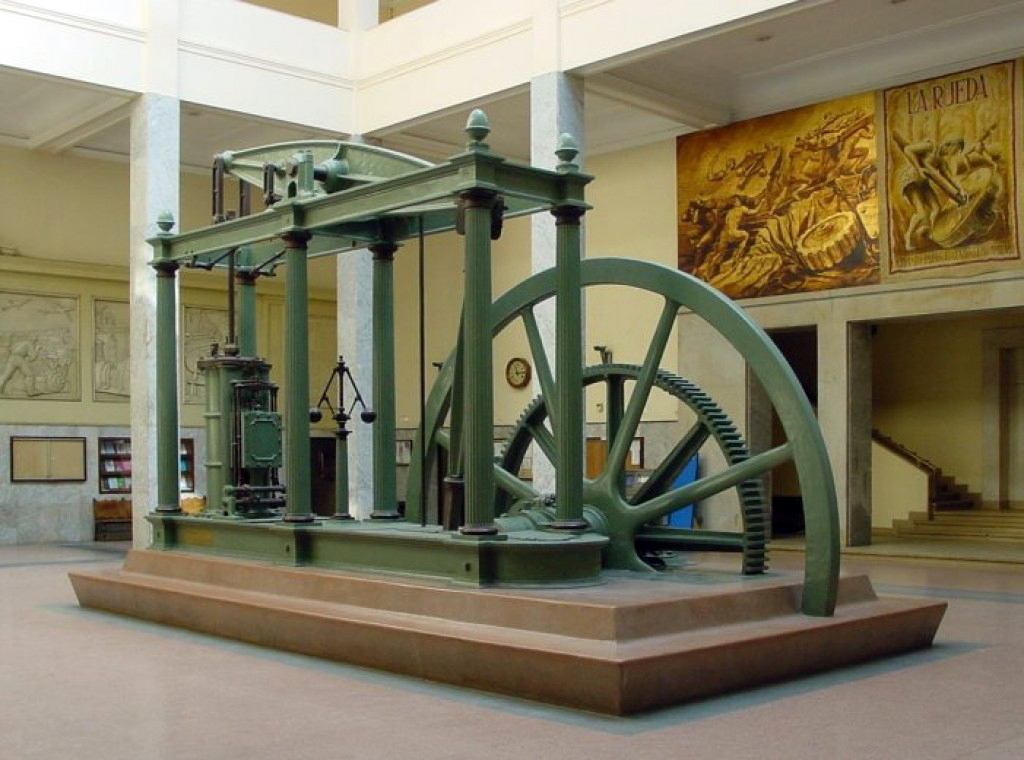
Паровая машина Уатта, работавшая на угле, с которой началась промышленная революция в Великобритании

Согласно принятой классификации, экономика состоит из первичного сектора производства (сельское хозяйство, добыча минеральных ресурсов), вторичного сектора переработки сырья, получаемого из первичного сектора, и третичного сектора или сферы услуг. Процесс индустриализации состоит в экспансии вторичного сектора, который начинает доминировать над первичным.
Начало глобального процесса индустриализации принято называть первой промышленной революцией. Она началась в конце XVIII в. в некоторых регионах Западной Европы и Северной Америки, сначала в Великобритании, а затем в Германии и Франции. Второй промышленной революцией называют модернизацию промышленности, происходившую с конца XIX в. после изобретения двигателя внутреннего сгорания, электрических устройств, создания сетей каналов и железных дорог. Период её расцвета приходится на изобретение конвейера.
Отсутствие промышленного сектора экономики может быть препятствием для экономического развития страны, что вынуждает правительства принимать меры для поощрения или проведения индустриализации государственными средствами. С другой стороны, наличие промышленности не обязательно означает, что богатство и благополучие населения будет возрастать. Кроме того, наличие промышленности в одной стране может быть препятствием для развития таких же отраслей в соседних странах. Характерным примером является производство компьютеров и программного обеспечения. Начавшись в США в 1950-х годах, оно быстро распространилось по всему миру, но очень скоро произошла монополизация отрасли, и производство в основном сосредоточилось в США.

## История индустриализации
Большинство доиндустриальных технологий обеспечивало существование человека лишь на уровне физического выживания или ненамного выше. Большинство населения было сосредоточено на добывании средств к существованию. Например, 80 % населения средневековой Европы работало в сельском хозяйстве. Лишь некоторые доиндустриальные общества, например, древнегреческие, в значительной степени существовали благодаря торговле, что обеспечивало свободным грекам сравнительно высокий уровень жизни. Но и они существенно зависели от использования рабского труда, поэтому в среднем уровень жизни древнегреческого общества также был невысок. Массовый голод был регулярным явлением, и лишь те общества, в которых был развит товарообмен, в том числе импорт сельскохозяйственных продуктов (средневековые Англия, Нидерланды, арабский халифат, итальянские города-государства, Древний Рим) умели избегать его повторений. Например, в Нидерландах XVII в. или Афинах V в. до н. э. 70-75 % продуктов питания были привозными.

### Промышленная революция в Западной Европе

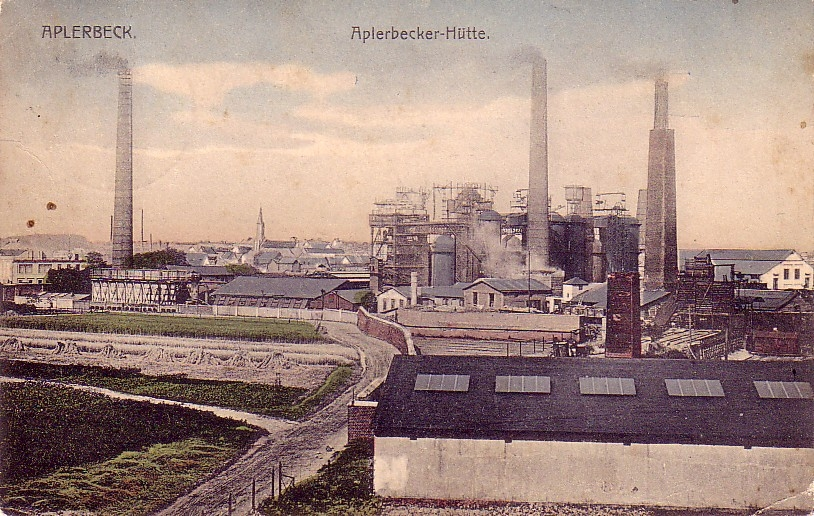
Индустриальный район Дортмунда, Германия, около 1910 г.

Первая промышленная революция началась в Англии в XVIII в. Она была поддержана значительным повышением продуктивности сельского хозяйства, которое называют Британской сельскохозяйственной революцией, обеспечившей существенный прирост населения и освобождение избыточного населения из сельской местности, которая оказалась востребована промышленностью в городах.
Низкая квалификация новых рабочих вынудила их хозяев рационализировать и стандартизировать производственные операции. Так в промышленности появилось разделение труда. Накопление капиталов позволило со временем делать инвестиции в высоко механизированное и наукоемкое производство, что обеспечило дальнейшую эволюцию индустриализации. Появление класса сравнительно высокооплачиваемых квалифицированных рабочих в свою очередь породило рынок товаров для рабочих, на базе которого впоследствии появился фордизм.
Механизация производства из Великобритании распространилась в другие европейские страны и британские колонии по всему миру, обеспечив в них повышение уровня жизни и создание той части мира, которую теперь называют Западом.

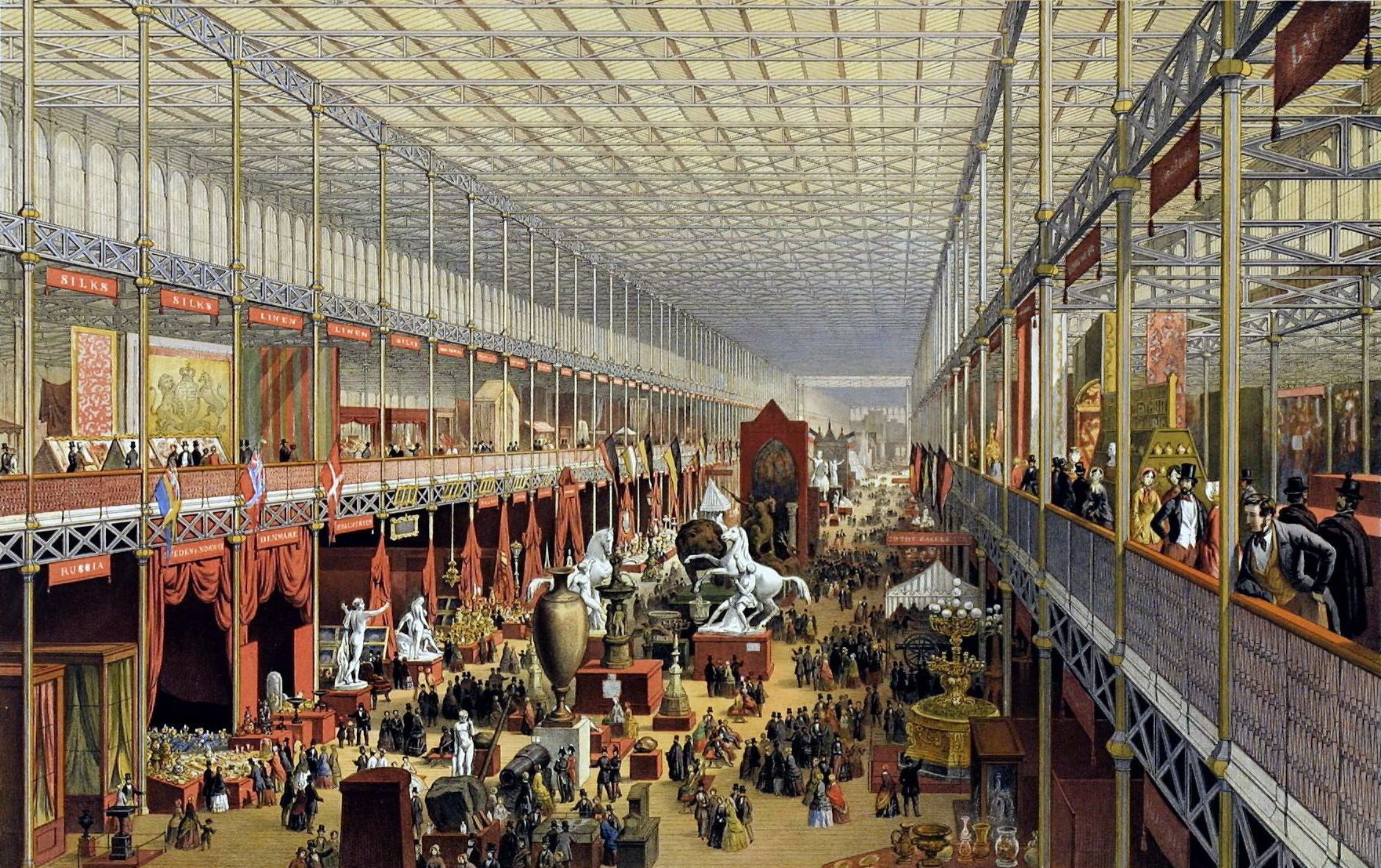
Хрустальный дворец, зал в Лондоне, построенный в 1850-51 гг. для Всемирной выставки

Некоторые историки считают, что накопление капитала в европейских странах стало возможным благодаря тому, что они «выкачивали» средства из своих колоний, которые служили дешевым источником сырья и сельскохозяйственной продукции с одной стороны, и рынком сбыта для промышленных товаров с другой. Классическим примером такого товарообмена считается Треугольная торговля. В то же время Германия во время индустриализации не имела колоний и не могла использовать их для своего экономического роста.

### Индустриализация в России
Промышленный переворот в России начался в 1830—1840-х годах, когда были созданы, практически с нуля, технически передовые для того времени текстильная и сахарная промышленность и началось техническое перевооружение металлургии. Но наиболее интенсивно индустриализация шла после 1891 года, когда развитие русской экономики курировал С. Ю. Витте, прозванный «дедушкой русской индустриализации».
Пережив военную интервенцию во время гражданской войны, Советская Россия начала ускоренную индустриализацию согласно принятым советским государством пятилетним планам, создав тяжелую промышленность и военную инфраструктуру, в результате чего СССР превратился в одну из сверхдержав. Во время холодной войны другие страны СЭВ развивались по такой же схеме, но с меньшим вниманием к развитию тяжелой промышленности.

### Индустриализация в других странах
После заключения японо-американского мирного договора 1854 г. Япония пересмотрела свою прежнюю политику самоизоляции от внешнего мира и открыла некоторые порты для товарообмена с западными странами. Японское правительство осознало необходимость ускоренного экономического развития, необходимого для преодоления отсталости своей страны для противостояния с Западом. В стране начались политические реформы, которые привели к ликвидации феодальной системы и восстановлению власти императорской династии. В 1870-х годах началась военная реформа и ускоренная индустриализация Японии, превратившая её в региональную державу.
Страны южной Европы, Италия и Испания, переживали индустриализацию при развитии их «экономического чуда» в результате интеграции в общеевропейскую экономику после Второй мировой войны. Тем не менее, их индустрия, как и в восточных странах, не достигла западных стандартов.

#### Развивающиеся страны
Сходные программы экономического развития, опирающиеся на правительственные планы, были приняты в XX в. практически во всех остальных странах мира. Главной их целью было достижение экономической независимости от импортируемых товаров, механизация сельского хозяйства, развитие образования и здравоохранения. Многие из этих экспериментов провалились из-за отсутствия должной социальной инфраструктуры, внутренних войн и политической нестабильности. В результате у этих стран образовались внешние долги, преимущественно перед странами Запада, а также коррупция.

#### Нефтедобывающие страны
В 2008 г. страны ОПЕК в совокупности получили за свою нефть 1,251 триллионов долларов. Из-за высокой экономической значимости и дороговизны нефти, страны, располагающие её запасами, имеют высокие доходы от экспорта, но они редко используются для экономического развития. Обычно местные правящие элиты не инвестируют нефтедоллары, а тратят их на приобретение предметов роскоши.
Это особенно очевидно в странах региона Персидского залива, где доход на душу населения сравним с таковым в развитых западных странах, но индустриализация даже не начиналась. Кроме двух небольших стран, Бахрейна и Объединённых Арабских Эмиратов, в арабском мире отсутствует современная диверсифицированная экономика и нет политики замещения доходов от продажи своих невосполнимых природных ресурсов какими-либо иными источниками национального дохода.

#### Новые индустриальные страны

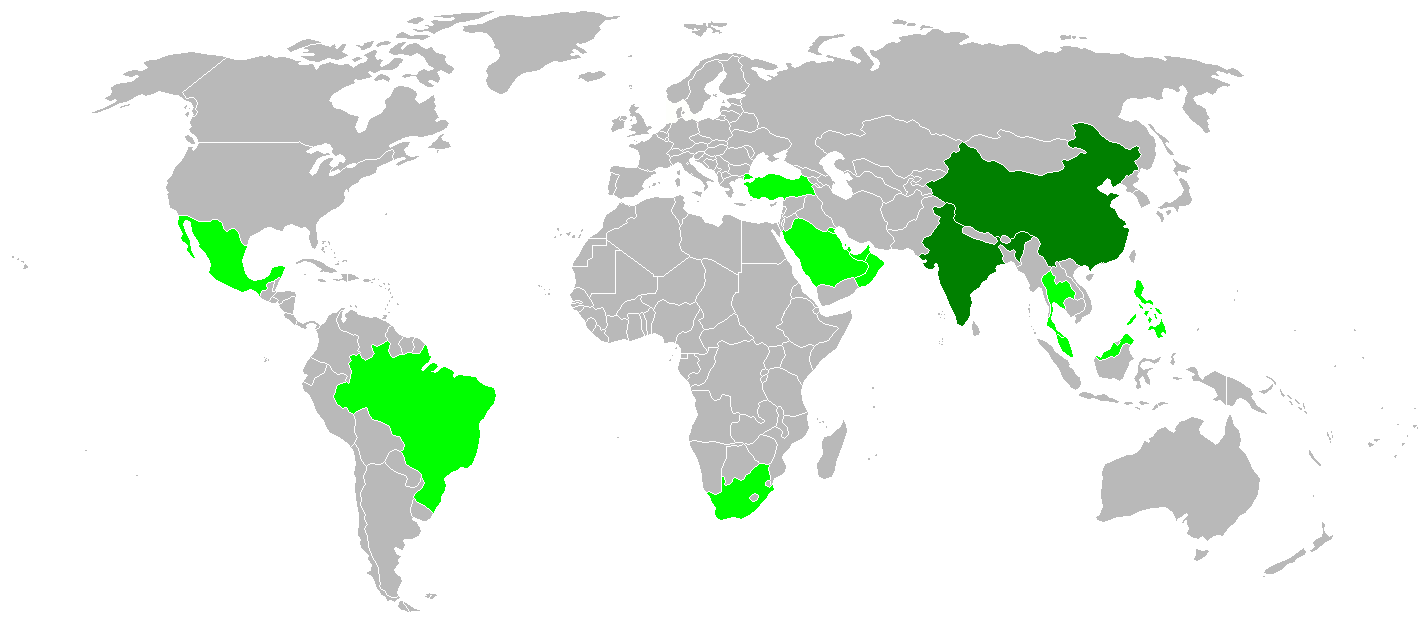
Новые индустриальные страны (выделены зеленым цветом)

Вслед за Японией, начавшей индустриализацию первой среди азиатских стран, этот процесс пережил ряд других стран, прежде всего Восточной Азии. Самые высокие темпы индустриализации в конце XX в. наблюдались в четырех странах, известных как Четыре азиатских тигра. Благодаря наличию стабильных правительств, политики снижения таможенных тарифов, структурированного социума, низкой стоимости трудовых ресурсов, а также выгодному географическому положению и иностранным инвестициям индустриализация успешно состоялась в Южной Корее, Сингапуре, Гонконге и на Тайване.
В Южной Корее в 1970—1980-х годах началось производство стали, автомобилей и судостроение, а в 1990—2000-х годах страна сосредоточилась на высоких технологиях и сфере услуг. В результате Южная Корея вошла в число двадцати наиболее экономически развитых стран мира. Южнокорейская модель развития впоследствии была скопирована многими другими азиатскими странами, в том числе коммунистическими. Их успех породил волну регистрации офшорных компаний западных стран там, где трудовые ресурсы обходятся им дешевле.
Индия и Китай также использовали южнокорейский опыт, но с собственными модификациями и с учетом своих геополитических амбиций. В настоящее время Китай активно инвестирует свои средства в развитие экономической инфраструктуры, каналов поставки сырья и энергии, а также поощряет экспорт китайской продукции, в том числе в США, регулируя дефицит торгового баланса за счет финансирования американского внешнего долга. Это сделало Китай крупнейшим кредитором США. Индийское правительство вкладывает средства в биоинженерию, ядерные технологии, фармацевтическую промышленность, информационные технологии, а также технологически ориентированное высшее образование.

#### Новейшие индустриальные страны
Начиная с рубежа XX и XXI веков путь новых индустриальных стран повторяют новейшие индустриальные страны.

## Современная ситуация

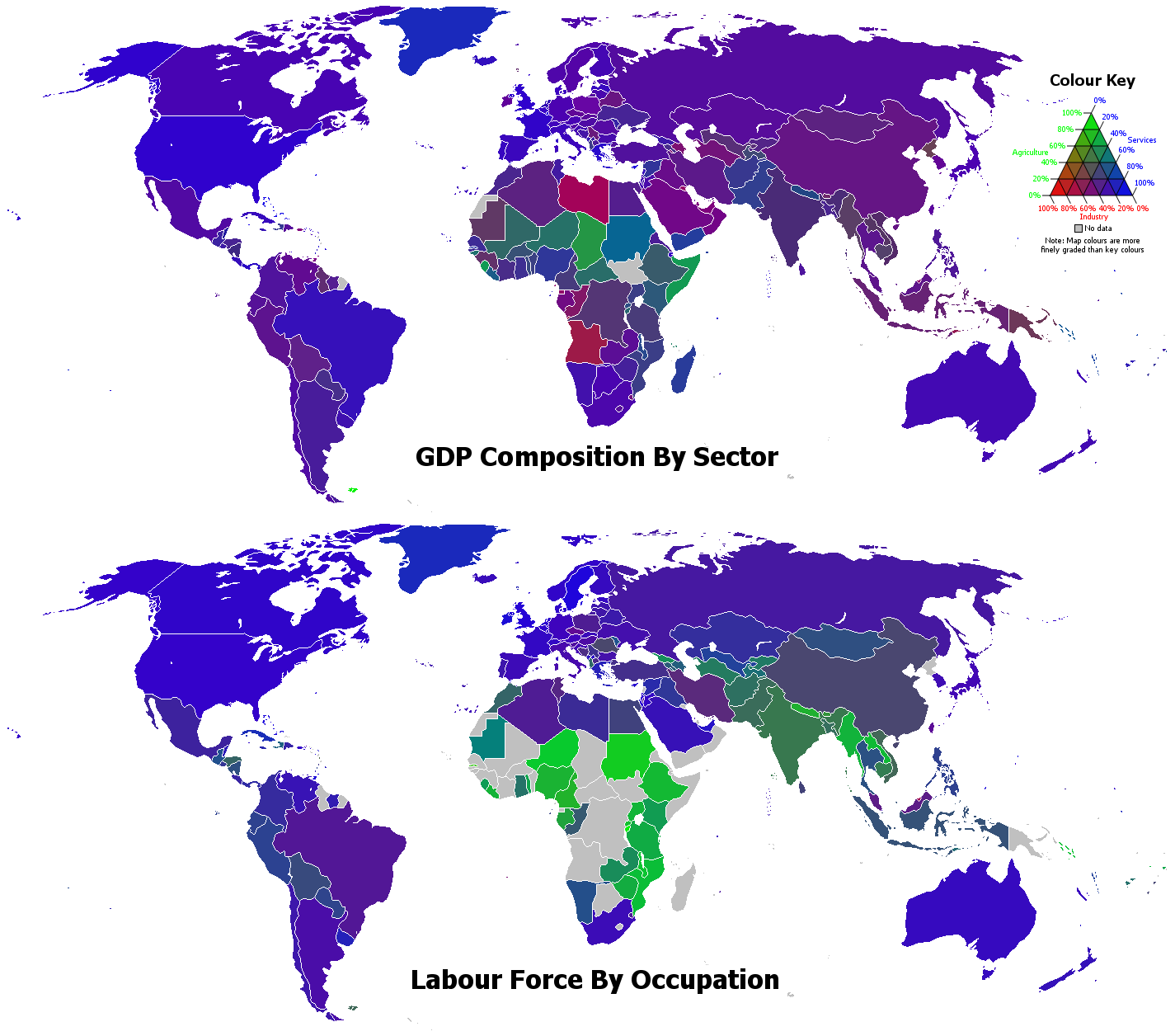
Структура валового внутреннего продукта (вверху) и занятости населения (внизу) в аграрном (зеленый цвет), индустриальном (красный цвет) секторах экономики и в сфере услуг (синий цвет)

На 2005 г. крупнейшим производителем промышленной продукции являлись США. Второе и третье места разделили Япония и Китай.

### ПолитикаООН
ООН уделяет внимание развитию различных мировых регионов. По предложению Генеральной Ассамблеи ООН для оказания поддержки индустриализации Африки отмечается День индустриализации Африки.

## Влияние индустриализации на социум и окружающую среду

### Урбанизация и изменение структуры семьи
Концентрация трудовых ресурсов на фабриках и заводах привела к росту городов, в которых проживают занятые на них рабочие и служащие. Их население более мобильно по сравнению с сельским населением, семьи уменьшились, поскольку дети, как правило, отселяются от родителей и переезжают туда, где находят работу. Семьи, состоящие только из родителей и их несовершеннолетних детей, что характерно для городского населения, называют нуклеарными. Для аграрных стран более характерна большая семья, состоящая из нескольких поколений родственников, проживающих в данной местности.

### Окружающая среда
Индустриальная среда порождает целый ряд негативных последствий для здоровья человека, в частности, нервозность и стресс. К факторам, порождающим стресс, относят чрезмерный шум, плохой воздух, загрязненная вода, плохое питание, несчастные случаи на производстве, социальная отчужденность, изоляция в обществе или от общества, бедность, отсутствие жилища, постоянного или даже временного, употребление спиртного и иных наркотических средств. Скученность городского населения, облегчающая распространение эпидемий, — лишь один из этих негативных факторов.